# Andreaeobryales
Ordre
Andreaeobryales est un ordre de mousses.

## Liste des familles
Selon ITIS :
- famille Andreaeobryaceae